# إد غلين (لاعب كرة قاعدة)
إد غلين (بالإنجليزية: Ed Glynn)‏ هو لاعب كرة قاعدة أمريكي، ولد في 3 يونيو 1953 في فلاشينغ ‏ في الولايات المتحدة.

## وصلات خارجية
- إد غلين (لاعب كرة قاعدة) على موقع دوري كرة القاعدة الرئيسي (الإنجليزية)
- إد غلين (لاعب كرة قاعدة) على موقعبيزبول رفرنس.كوم (الدوري الرئيسي) (الإنجليزية)
- إد غلين (لاعب كرة قاعدة) على موقعبيزبول رفرنس.كوم (الدوري الثانوي) (الإنجليزية)